# Castelmauro
Castelmauro (Caštellùcce in molisano) è un comune italiano di 1 114 abitanti della provincia di Campobasso in Molise. Fino al 1885 era denominato Castelluccio Acquaborrana.

## Storia
Nel XIII secolo fu eretto nel borgo, al tempo noto come "Castelluccio Acquaborrana", un castello di proprietà dei Canzano, poi distrutto dal terremoto dell'Italia centro-meridionale del 1456.
Nel 1885 il comune assunse il nome attuale.

### Simboli
Lo stemma di Castelmauro ha tre torri, in campo azzurro,  due in punta, fondate sulla pianura, sovrastate ciascuna da una stella di sei raggi d'oro, e sostenenti la terza in capo.
Il gonfalone è un drappo di azzurro.

## Monumenti e luoghi d'interesse

### Architetture religiose

#### Chiesa di San Leonardo Confessore
Di origine romanica, la chiesa di San Leonardo ha una struttura basilicale a tre navate di stile settecentesco. Internamente la maggior parte degli spazi è stata trasformata agli inizi del XX secolo e non è rimasta nessuna delle strutture originarie di stile barocco, mentre esternamente la facciata, anch'essa di stile barocco, è divisa dal campanile di stile gotico che si addossa ai ruderi della facciata medievale, incastonata in quella barocca; la facciata medievale si sviluppa sul lato sinistro del campanile ed è costituita da blocchi di pietra poggiati sulle fondazioni di una precedente chiesa. Il fregio e il rosone risalgono alla struttura medievale, mentre il portale è un rifacimento barocco.

### Architetture civili

#### Palazzo Cantelmo
Il vecchio castello fu edificato nel XIII secolo e ristrutturato come residenza signorile tra i secoli XV e XVI. La struttura è a pianta rettangolare con bastioni e cortile interno, e sul portale vi è lo stemma nobiliare.

### Aree naturali

#### Parco di Monte Mauro
A occidente del territorio comunale è presente un'estesa faggeta che circonda le pendici del Monte Mauro.

## Società

### Evoluzione demografica
Abitanti censiti

## Cultura

### Osservatorio Boccardi
Nel 2008 è stato inaugurato l'osservatorio astronomico "Giovanni Boccardi", interamente finanziato dalla provincia di Campobasso e dedicato all'astronomo nativo del paese. È situato a 1042 m s.l.m. e dispone di un telescopio a montatura altazimutale robotizzata, in configurazione Ritchey-Chrétien e con specchio primario del diametri di 60 cm.

## Amministrazione
Di seguito è presentata una tabella relativa alle amministrazioni che si sono succedute in questo comune.
| Periodo        | Periodo        | Primo cittadino          | Partito                   | Carica      | Note   |
| -------------- | -------------- | ------------------------ | ------------------------- | ----------- | ------ |
| 19 giugno 1985 | 23 giugno 1990 | Giovanni De Notariis     | Democrazia Cristiana      | Sindaco     | [ 12 ] |
| 23 giugno 1990 | 24 aprile 1995 | Giovanni De Notariis     | Democrazia Cristiana      | Sindaco     | [ 12 ] |
| 24 aprile 1995 | 6 maggio 1998  | Tommaso Manes Gravina    | Partito Popolare Italiano | Sindaco     | [ 12 ] |
| 14 giugno 1999 | 5 aprile 2004  | Costantino Manes Gravina | lista civica              | Sindaco     | [ 12 ] |
| 5 aprile 2004  | 14 giugno 2004 | Laura Scioli             |                           | Comm. pref. | [ 12 ] |
| 14 giugno 2004 | 7 giugno 2009  | Giuseppe Mancini         | lista civica              | Sindaco     | [ 12 ] |
| 7 giugno 2009  | 25 maggio 2014 | Angelo Sticca            | lista civica              | Sindaco     | [ 12 ] |
| 25 maggio 2014 | 27 maggio 2019 | Angelo Sticca            | lista civica              | Sindaco     | [ 12 ] |
| 27 maggio 2019 | 9 giugno 2024  | Flavio Boccardo          | lista civica              | Sindaco     | [ 12 ] |
| 9 giugno 2024  | in carica      | Flavio Boccardo          | lista civica              | Sindaco     | [ 12 ] |

### Gemellaggi
- Herstal

## Sport

### Calcio
La principale squadra di calcio della città è ll C.S.C. Castelmauro 1986 che milita in Prima Categoria Molise. È nata nel 1986.